# A Lyga 2022
La A Lyga 2022 fue la 33.ª edición de la máxima categoría del fútbol de Lituania. Comenzó el 4 de marzo y finalizó el 23 de noviembre de 2022.
El Žalgiris comenzó la temporada como vigente campeón. Dainava y Nevėžis descendieron y fueron reemplazados por Šiauliai y Jonava. Todos los equipos que eran elegibles para participar en la liga basados en principios deportivos superaron con éxito el proceso de concesión de licencias por primera vez en los últimos años.

## Formato
Los diez equipos participantes jugaron entre sí todos contra todos cuatro veces totalizando 36 partidos cada uno. Al término de la fecha 36 el primer clasificado obtuvo un cupo para la primera ronda de la Liga de Campeones 2023-24, mientras que el segundo obtuvo un cupo para la segunda ronda de la Liga Europa Conferencia 2023-24. Además, el tercer clasificado obtuvo un cupo para la primera ronda de la Liga Europa Conferencia.
Un tercer cupo para la primera ronda de la Liga Europa Conferencia 2023-24 es asignado al campeón de la Copa de Lituania.

## Equipos participantes

### Relevos
| Pos  | Descendidos de A Lyga |
| ---- | --------------------- |
| 9.º  | Dainava               |
| 10.º | Nevėžis               |

| Pos | Ascendidos de I Lyga |
| --- | -------------------- |
| 1.º | Šiauliai             |
| 2.º | Jonava               |

### Información de los equipos
| Equipo         | Ciudad      | Estadio                       | Capacidad |
| -------------- | ----------- | ----------------------------- | --------- |
| Banga          | Gargždai    | Estadio Gargždai              | 2323      |
| Džiugas        | Telšiai     | Estadio Central de Telšiai    | 2400      |
| Hegelmann      | Kaunas      | LFF Kaunas                    | 500       |
| Jonava         | Jonava      | Estadio Central de Jonava     | 2000      |
| Kauno Žalgiris | Kaunas      | Estadio del FK Kauno Žalgiris | 500       |
| Panevėžys      | Panevėžys   | Estadio Aukštaitija           | 6600      |
| Riteriai       | Vilna       | Estadio LFF                   | 5067      |
| Šiauliai       | Šiauliai    | Estadio Savivaldybė           | 4000      |
| Sūduva         | Marijampolė | Estadio Sūduva                | 6250      |
| Žalgiris       | Vilna       | Estadio LFF                   | 5067      |

## Clasificación
| Pos. | Equipo         | Pts. | PJ | G  | E  | P  | GF | GC  | Dif. | Clasificación                               |
| ---- | -------------- | ---- | -- | -- | -- | -- | -- | --- | ---- | ------------------------------------------- |
| 1    | Žalgiris (C)   | 84   | 36 | 26 | 6  | 4  | 85 | 27  | +58  | Primera ronda de la Liga de Campeones       |
| 2    | Kauno Žalgiris | 63   | 36 | 18 | 9  | 9  | 55 | 37  | +18  | Segunda ronda de la Liga Europa Conferencia |
| 3    | Panevėžys      | 62   | 36 | 18 | 8  | 10 | 50 | 31  | +19  | Tercera ronda de la Liga Europa Conferencia |
| 4    | Hegelmann      | 61   | 36 | 16 | 13 | 7  | 62 | 32  | +30  | Tercera ronda de la Liga Europa Conferencia |
| 5    | Riteriai       | 59   | 36 | 17 | 8  | 11 | 53 | 41  | +12  |                                             |
| 6    | Sūduva         | 55   | 36 | 15 | 10 | 11 | 48 | 40  | +8   |                                             |
| 7    | Šiauliai       | 50   | 36 | 13 | 11 | 12 | 39 | 39  | 0    |                                             |
| 8    | Banga          | 30   | 36 | 6  | 12 | 18 | 33 | 54  | −21  |                                             |
| 9    | Džiugas (O)    | 27   | 36 | 5  | 12 | 19 | 34 | 67  | −33  | Promoción por la permanencia                |
| 10   | Jonava (D)     | 3    | 36 | 0  | 3  | 33 | 12 | 103 | −91  | Descenso a la I Lyga                        |

 Fuente: A Lyga
Criterios de clasificación: Puntos · Desempate por campeonato · Enfrentamientos directos · Diferencia de goles en enfrentamientos directos · Partidos ganados en enfrentamientos directos · Diferencia de gol · Goles a favor · Partidos ganados · Puntos fair-play · Sorteo.
Notas:
1. ↑  Dado que el campeón de la Copa de Lituania 2022, el Žalgiris, se clasificó para la Liga de Campeones, en función de sus posición en la liga, la última plaza de la Liga Europa Conferencia, otorgada al campeón de copa, se transfirió al equipo de la A Lyga, mejor clasificado que no estaba clasificado para esta competición, que fue el equipo ubicado en el cuarto lugar.

## Promoción por la permanencia
| Ida; 27 de noviembre de 2022 | Neptūnas | 0:4 (0:1) | Džiugas                                       | Estadio de Klaipėda, Klaipėda                           |                                                         |
| 13:00                        |          |           | Jorge Eduardo 29', 73', 77' · Ankudinovas 67' | Asistencia: 400 espectadores Árbitro(s): Donatas Rumšas | Asistencia: 400 espectadores Árbitro(s): Donatas Rumšas |

| Vuelta; 30 de noviembre de 2022 | Džiugas     | 1:0 (0:0) (Global 5:0) | Neptūnas | Estadio Central de Telšiai, Telšiai                           |                                                               |
| 13:00                           | Virkšas 69' |                        |          | Asistencia: 60 espectadores Árbitro(s): Manfredas Lukjančukas | Asistencia: 60 espectadores Árbitro(s): Manfredas Lukjančukas |

Džiugas venció 5–0 en el resultado global y se mantuvo en la A Lyga, Neptūnas permaneció en la I Lyga.

## Goleadores
| Pos. | Jugador             | Equipo    | Goles |
| ---- | ------------------- | --------- | ----- |
| 1    | Renan Oliveira      | Žalgiris  | 17    |
| 2    | Vilius Armanavičius | Hegelmann | 13    |
| 2    | Oleksiy Shchebetun  | Šiauliai  | 13    |
| 4    | Kule Mbombo         | Sūduva    | 11    |
| 5    | Rokas Filipavičius  | Riteriai  | 10    |